# Łobódź
Łobódź [pronunciación en polaco: /ˈwɔbut͡ɕ/] es un pueblo ubicado en el distrito administrativo de Gmina Aleksandrów Łódzki, dentro del condado de Zgierz, Voivodato de Łódź, en el centro de Polonia. Se encuentra a unos 4 kilómetros al noroeste de Aleksandrów Łódzki, a 12 kilómetros al oeste de Zgierz, y a 16 kilómetros al oeste de la capital regional Łódź.